# Otto Kelsey

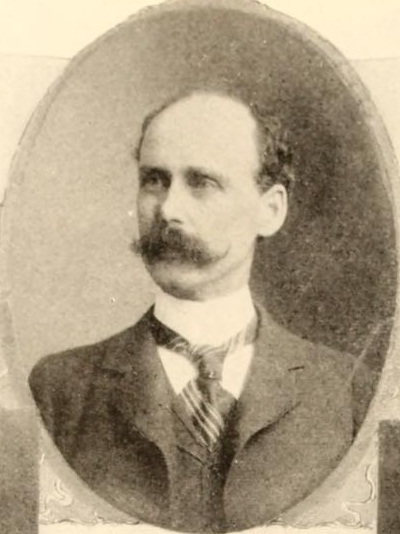
Otto Goodell Kelsey (1902)

Otto Goodell Kelsey (* 11. November 1852 in Rochester, New York; † 20. August 1934 in Perry, New York) war ein US-amerikanischer Jurist und Politiker (Republikanische Partei).

## Werdegang
Otto Goodell Kelsey, Sohn von Lucretia Parson Bacon († 1868) und Senator von Wisconsin Charles S. Kelsey (* 1822), wurde 1852 im Monroe County geboren. Seine Jugend war vom Bürgerkrieg überschattet. Er wurde Drucker. Danach studierte er Jura, erhielt 1875 seine Zulassung als Anwalt und begann dann in Geneseo (New York) zu praktizieren.
Kelsey saß 1894, 1895, 1896, 1897, 1898, 1899, 1900, 1901 und 1902 für das Livingston County in der New York State Assembly. Im November 1902 kandidierte er für den Posten als Amtsrichter im Livingston County, erlitt aber unerwartet eine Niederlage. In der Folgezeit zwangen seine Parteifreunde Theodore P. Gilman zum Rücktritt als First Deputy Comptroller, und beriefen Kelsey in dessen Position. Als dann der New York State Comptroller Nathan Lewis Miller an das New York Supreme Court berufen wurde, ernannte man Kelsey zum New York State Comptroller, um dessen Vakanz zu füllen. Bei den Wahlen im Jahr 1904 wurde er für eine volle Amtszeit gewählt.
Der Gouverneur von New York Frank W. Higgins ernannte ihn am 2. Mai 1906 für eine dreijährige Amtszeit zum Superintendent of Insurance und trat dann zurück. Im Frühjahr 1907 wurde Kelsey von dem neuen Gouverneur von New York Charles Evans Hughes gebeten zurückzutreten, allerdings weigerte sich Kelsey dies zu tun. Der Gouverneur bat dann den Senat von New York Kelsey mit der Begründung zu entlassen, dass er while honest he utterly lacks in force and initiative. Allerdings wurde Kelsey nach einer langen Anhörung vor der Gerichtskommission (Judicial Committee) am 3. Mai 1907 mit 27 zu 24 Stimmen bestätigt. Gouverneur Hughes ernannte daraufhin Matthew C. Fleming zum Sonderbeauftragten (Special Commissioner), um das Insurance Department zu überprüfen. Am 2. Februar 1908 erklärte er Kelsey für unfit for the office in seinem Bericht für den Senat von New York, allerdings blieb Kelsey infolge einer großen Mehrheit im Amt.
Schließlich trat Kelsey vom Insurance Department zurück, um von dem New York State Comptroller Charles H. Gaus am 1. Januar 1909 zum First Deputy Comptroller erneut ernannt zu werden. In dieser Funktion fungierte er nach dem Tod von Gaus als New York State Comptroller bis zu der offiziellen Ernennung von Clark Williams am 11. November 1909, um die Vakanz zu füllen. Ein paar Wochen später wurde Kelsey gezwungen von seinem Posten als First Deputy Comptroller zurückzutreten.
Er verstarb 1934 in Perry (New York) nach Komplikationen bei einem Sturz und wurde dann in Geneseo (New York) beigesetzt.
Der Kongressabgeordnete William H. Kelsey (1812–1879) und der Senator von Wisconsin Edwin B. Kelsey (1826–1861) waren seine Onkel.